# FK Bregalnica Štip

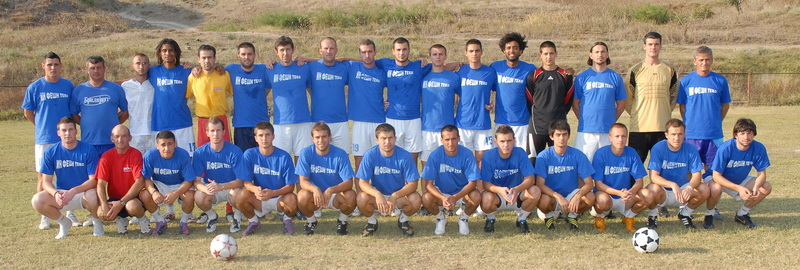
Selectie 2010-2011

FK Bregalnica Štip (Macedonisch: ФК Брегалница) is een Macedonische voetbalclub uit de stad Štip.
De club werd in 1921 opgericht als Bregalnica Stip en was vrij succesvol in de Macedonische competitie ten tijde van Joegoslavië. Bregalnica werd kampioen in 1964, 1967, 1976 en 1984. Er werd dan een play-off gespeeld om te promoveren naar de 2de klasse van Joegoslavië.
Na de onafhankelijkheid van Macedonië startte de club in de hoogste klasse en werd 16de op 18 clubs en degradeerde omdat competitie herleid werd naar 16 clubs. Het volgende seizoen in de 2de klasse werd de vicetitel behaald, maar promotie zat er niet in. In 1996 voegde de club zich weer bij de elite en werd 6de. In het 2de seizoen werd Bregalnica hekkensluiter. Daarna ging het nog meer bergaf en volgde een degradatie naar de 3de klasse. In 2002 speelde de club weer in 2de en werd 6de. In 2004 promoveerde de club opnieuw naar de hoogste klasse en veranderde de clubnaam in Bregalnica Kraun. In het eerste seizoen werd de 8ste plaats behaald, in 2006 moest er barrage gespeeld worden om in de hoogste klasse te blijven.
In 2006/07 werd de club voorlaatste en degradeerde. In 2010 promoveerde de club weer. In 2017 zakte de club naar de Vtora Liga.

## Eindklasseringen
| 16 |

| 2 |

| 3 |

| 1 |

| 6 |

| 14 |

| 8 |

| 9 |

| ? |

| 1 |

| 6 |

| 1 |

| 7 |

| 10 |

| 11 |

| 15 |

| 4 |

| 4 |

| 8 |

| 5 |

| 6 |

| 7 |

| 7 |

| 6 |

| 9 |

| 3 |

| 3 |

| 2 |

| 1 |

| 7 |

| 5 |

| 12 |

| Prva Liga | Vtora Liga | Treta Liga |

## Bekende (oud-)spelers
De navolgende voetballers kwamen als speler van FK Bregalnica Štip uit voor een Europees vertegenwoordigend A-elftal.
| Naam            | Van        | Tot        | Totaal | Nationaal elftal |
| --------------- | ---------- | ---------- | ------ | ---------------- |
| Ivan Mitrov     | 14.12.2012 | 14.12.2012 | 1      | Macedonië        |
| Riste Markovski | 22.06.2014 | 22.06.2014 | 1      | Macedonië        |
| Sašo Lazarevski | 04.06.2005 | 04.06.2005 | 1      | Macedonië        |

Arsimi ·
Bashkimi ·
Belasica · 
FK Borec
Bregalnica Štip ·
Detonit · 
Kožuv · 
Makedonija · 
Novaci ·
Ohrid · 
Osogovo · 
Pobeda · 
Sasa · 
Skopje · 
Vardar Negotino ·
FK Vardarski